# Atletica leggera ai XVII Giochi paralimpici estivi - Lancio del giavellotto maschile
Ai XVII Giochi paralimpici estivi le competizioni del lancio del giavellotto maschile si sono svolte tra il 30 agosto e il 7 settembre 2024 presso lo Stade de France di Parigi.

## Risultati
Di seguito sono riportati i podi di tutte le gare del lancio del giavellotto maschile per ogni classe di competizione. Maggiori dettagli sulle singole gare si trovano nelle pagine dedicate.